# Navigationsskolan i Göteborg

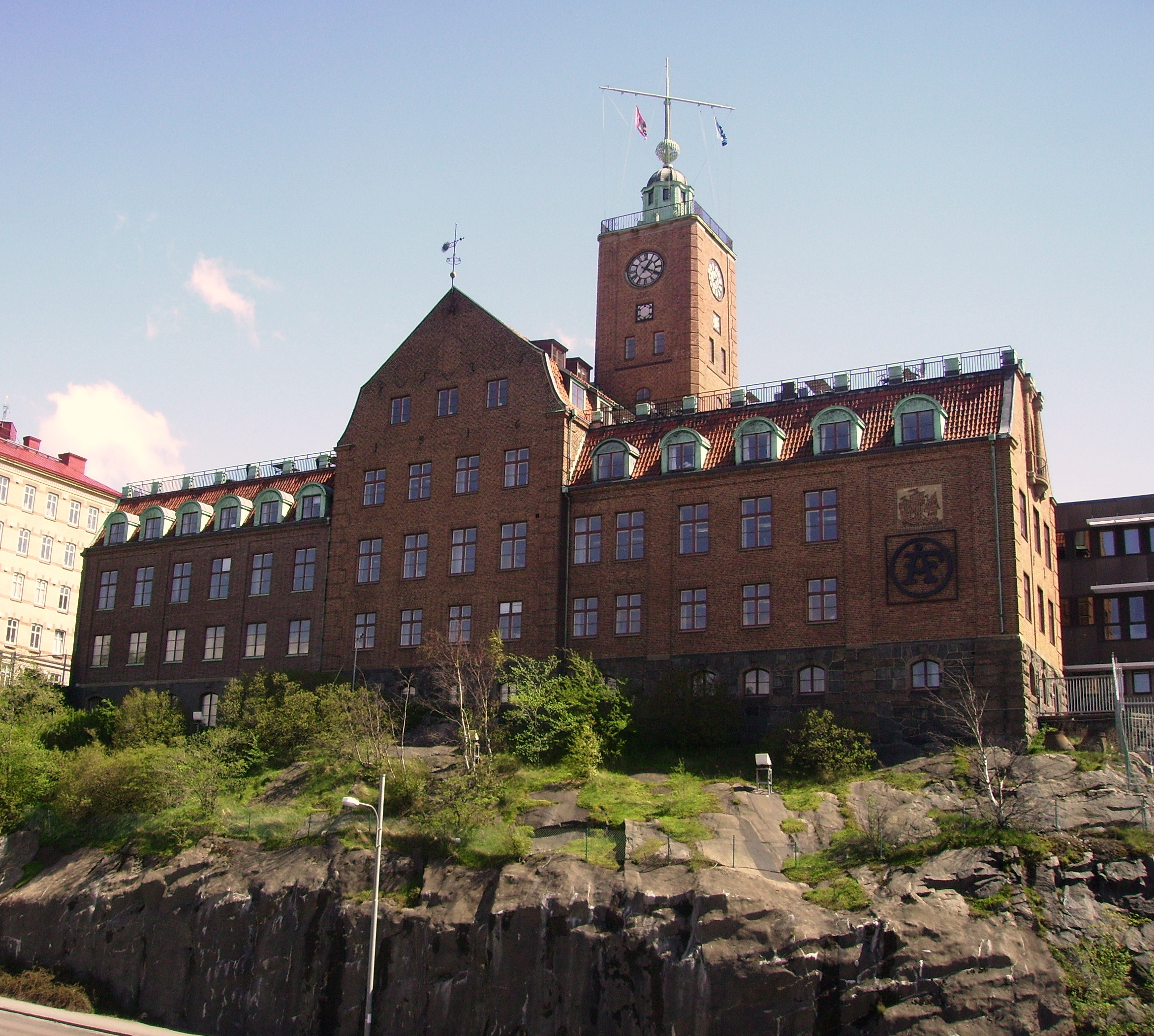
Navigationsskolan på Kvarnberget

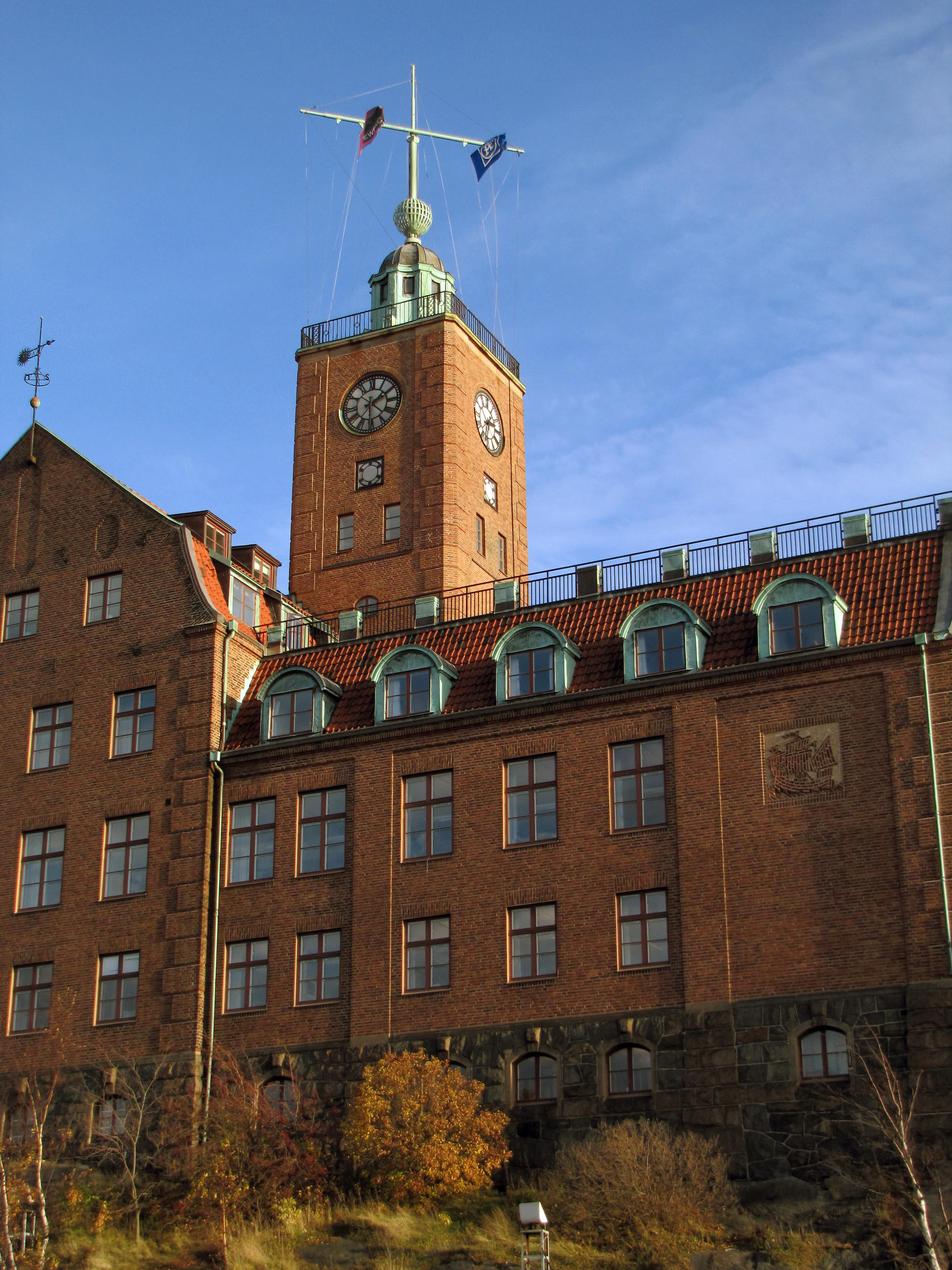
Navigationsskolan med tidkula i tornet

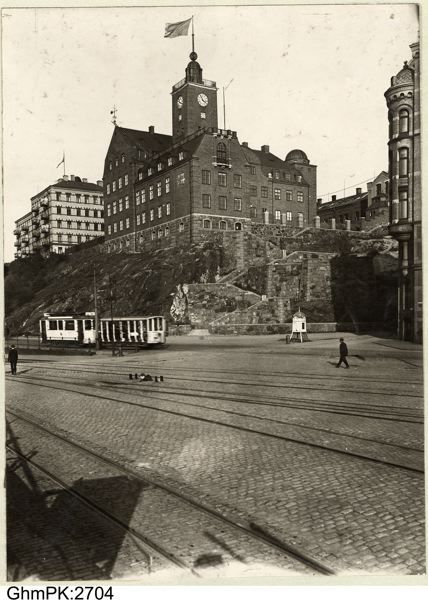
Navigationsskolan sedd från Packhusplatsen (1922). Foto från Bildsamlingen, Göteborgs stadsmuseum.

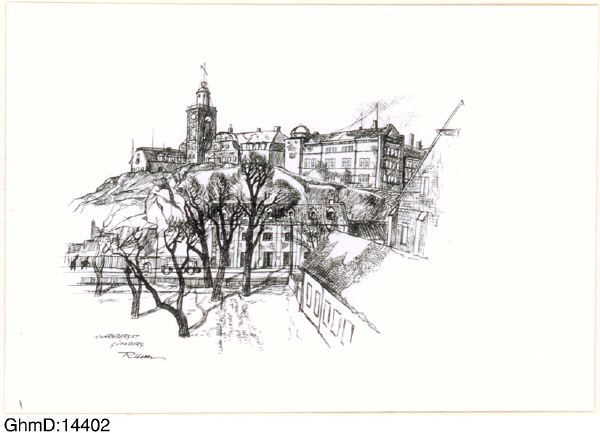
Navigationsskolan (till vänster) och Kvarnbergsskolan (till höger), teckning av Richard Holmström från 1947.

Navigationsskolan är den byggnad på Kvarnberget i centrala Göteborg som användes för utbildning av sjöbefäl under åren 1862–1994. Från 1951 kallades skolan Sjöbefälsskolan för att markera att den också utbildade maskinbefäl. År 1980 inlemmades sjöbefälsutbildningen i Chalmers tekniska högskola, och 1994 flyttades den till Lindholmen på Hisingen. Navigationsskolan har sedan dess använts som kontor.

## Historia
Navigationsundervisning förekom i Göteborg redan under senare halvan av 1700-talet, och 1778 väcktes ett förslag inom Coldinuorden om att på deras bekostnad starta en navigationsskola. Även stadens rederier och sjömanshusdirektionen skulle bidra hit. Någon skola kom då aldrig till, men 1792 donerade grosshandlaren Johan Peter Holterman en större summa för "anordnande av en navigationsskola" i Göteborg i det så kallade Sjömanshuset. Ett senare förslag (1826) om att starta en egen skola för navigation i Göteborg bifölls av Kungl. Maj:t den 23 januari 1827, vilket dock fick avslag i riksdagen. År 1831 bildades Sjömanna-Sällskapet i Göteborg, vilket fick som konsekvens att frågan prövades på nytt och den 13 februari 1841 beslöts att navigationsskolor skulle inrättas i Stockholm, Göteborg, Malmö, Gävle och Kalmar.
Navigationsskolan i Göteborg började sin verksamhet den 1 oktober 1841 i en lokal i sydöstra hörnet av Landsvägsgatan och Haga Nygata, och direktionen var samma som för Sjömanshuset med kommerserådet Olof Wijk den äldre som ordförande. Skolans första lärare och föreståndare var koopvaerdiekaptenen Peter Åstrand och första eleven som skrevs in var Benjamin Grill. Skolans uppgift var att "[...] vetenskapligt bilda under- och överbefäl vid handelsflottan". 
Det var genom ett kungligt brev den 7 april 1841 som verksamheten beviljades och till vilken 4 550 riksdaler av allmänna medel anslogs.
Ett hus i sten uppfördes 1842 för ändamålet efter ritningar av stadsarkitekt Heinrich Kaufmann och bekostades av Göteborgs stad, likaså tomtmarken. Det var ett envåningshus med vindsvåning av flensburger mursten och låg inom en trädgård på nuvarande Rosenlundsplatsens västra del. Byggnaden användes som navigationsskola fram till 1862, då undervisningen flyttades till den nya byggnaden på Kvarnberget, vilken öppnade den 1 oktober 1862. Skolan var då den enda byggnaden på Kvarnberget. Brukspatron James Dickson hade skänkt 60 000 kronor till den nya byggnaden (senare ytterligare 13 000 kronor) och ritningarna var gjorda av major Adolf W. Edelsvärd. Dickson var då även skolans ordförande.
Efter 1862 inrymdes där Göteborgs nya treåriga elementarläroverk, som 1880 fick sin fjärde klass och omdöptes till Göteborgs realläroverk. När realläroverket 1881 flyttade till nya lokaler blev den gamla skolan ombyggd till värdshus för Göteborgs Utskänknings AB. Denna rörelse bedrevs i huset till 1913, då det revs.
Kursen för Skeppsbyggeri inrättades vid skolan 1870 men övergick till Chalmerska Institutet 1886.
Den 4 mars 1915 godkände Göteborgs stadsfullmäktige ett förslag till ombyggnad av skolan, och anslog 338 000 kronor till detta samt 34 000 kronor för en trappa upp till skolan. Ritningarna var gjorda av arkitekt Charles Lindholm. Den 1 juli samma år var skolan färdig för inflyttning, och under ombyggnaden höll man till i Kommendantshuset vid Gustaf Adolfs torg. Ytterligare utvidgning av skolan gjordes 1952 med bland annat en flygelbyggnad åt öster.
Den 13 december 1941 firade skolan sitt 100-årsjubileum, med en minnesutställning och en festskrift. Enligt en förordning av Kungl. Maj:t ändrades skolans namn till Sjöbefälsskolan 1 januari 1951. Sjöbefälsskolan fick 1980 status som högskola och Chalmers tog samtidigt över driften av skolan.
Sjöbefälsskolan flyttade 1994 till lokaler på Chalmers Campus Lindholmen. Navigationsskolans byggnad på Kvarnberget blev sedan kontor för ÅF i Göteborg. Ny ägare till byggnaden -  med en uthyrbar yta på 9 100 kvadratmeter - blev 2013 byggkoncernen Serneke med säte i Göteborg. Den tillträdde fastigheten i  september samma år. Sedan ÅF flyttat ut 2014, används byggnaden som kontor av flera företag, däribland ägarföretaget Serneke. I februari 2024 får kontorhotell- och coworkingkedjan Ioffice tillträde till fastigheten. Den nya ägaren kommer då göra om Navigationsskolan till ett kontorshotell med möjlighet för företag och frilansare att hyra in sig i lokalerna. 

## Föreståndare/rektorer
- 1841—1847, Koopvaerdiekaptenen Peter Åstrand (1784-1847)
- 1847—1856, Kaptenlöjtnant Carl Anton Pettersson (1818-1863)
- 1856—1872, Kaptenlöjtnant J. E. Gadelius (1822-1918)
- 1872—1902, Kapten J. M. Lagerwall (1837-1902)
- 1902—1912, Sjökapten Gustaf Barkman (1847-)
- 1912—1931, Sjökapten Alexander Thore (1866-1931)
- 1931—1945, Sjökapten Axel Blomgren (1879-1953)
- 1945—1957, Filosofie licentiat Sture Ivar Nudell
- 1958— Sjökapten Carl Bernhard Bernung